# Галактички координатни систем
Галактички координатни систем је небески координатни систем погодан при описивању дистрибуције објеката у Млечном путу. Основна раван овог координатног система је раван Млечног пута, а с обзиром на то да је Сунце релативно близу овој равни, координатни почетак је смештен у Сунцу. Галактичка латитуда (b) се мери од ове равни, на север до +90° и на југ до -90°. Галактичка лонгитуда (l) се мери на исток од смера галактичког средишта, од 0° до 360°. Овакав координатни систем је дефинисан тек 1959. године, када је радио-астрономским посматрањима довољно прецизно утврђен положај средишта галаксије. Тада је положај средишта дефинисан за епоху B1950.0, а преведено на данас актуелну епоху J2000.0 средиште галаксије има екваторијалне координате α = 14h 45,7min, δ = -29° 00’.